# 이광표
이광표(李光杓, 1930년 11월 15일 ~ 2021년 2월 25일)는 대한민국의 기업인, 정치인이다. 제23대 문화공보부 장관이다.

## 학력
- 서울대학교 경제학 학사

## 생애
1930년 경성부에서 태어났다. 경기고등학교, 서울대학교 경제학 학사 학위를 졸업하였다.
서울대학교 경제학과 학사 학위 후 조선일보로 옮겨 차장을 지냈다. 
1965년 중앙일보가 창간하자 중앙일보로 이직하여 경제부장, 편집국장을 지냈다.
1973년 상공부(現 산업통상자원부) 대변인, 건설부(現 국토교통부) 대변인 등을 지냈다. 
1974년 청와대 대통령비서실 비서관에 임명되었다.
1978년 6월부터 1980년 6월까지 문화공보부 차관 직위로 재임하였다. 
1980년 6월부터 1982년 5월까지 문화공보부 장관 직위로 재임하였다.
12·12 군사 반란 이후 언론 통폐합을 명령하였다.
공직에서 내려온 이후에는 1982년부터 1984년까지 국정교과서 사장과 이사장, 1984년부터 1986년까지 한국언론회관 초대 이사장, 1986년부터 1987년까지 연합통신 사장, 1987년부터 1988년까지 서울신문 사장과 한국신문협회 회장을 지내며 기업가로 활동하였다.
2021년 2월 숙환으로 사저에서 별세하였다.

## 약력
- 1964년 : 조선일보 차장
- 1965년 : 중앙일보 경제부장, 편집국장대리
- 1973년 : 상공부, 건설부 대변인
- 1974년 : 대통령 비서관
- 1978년 : 문화공보부 차관
- 1980년 : 문화공보부 장관
- 1982년 : 국정교과서 사장
- 1984년 : 국정교과서 이사장
- 1984년 : 한국언론회관 이사장
- 1986년 : 연합통신 사장
- 1986년 : 국제언론인협회(IPI) 한국위원장
- 1987년 : 서울신문 사장
- 1987년 : 한국신문협회 회장

## 참고 자료
- 이광표(李光杓) -  한국행정연구원
- 이정안 기자 (2007년 10월 15일). “신군부, ‘언론반’ 통해 언론장악 드러났다”. 경찰일보. 2008년 4월 2일에 확인함.[깨진 링크(과거 내용 찾기)]

| 전임 김동휘 | 제10대 문화공보부 차관 1978년 6월 12일 ~ 1980년 5월 21일 | 후임 김은호 |

| 전임 이규현 | 제13대 문화공보부 장관 1980년 5월 22일 ~ 1982년 5월 20일 | 후임 이진희 |